# Sigmund von Wagner

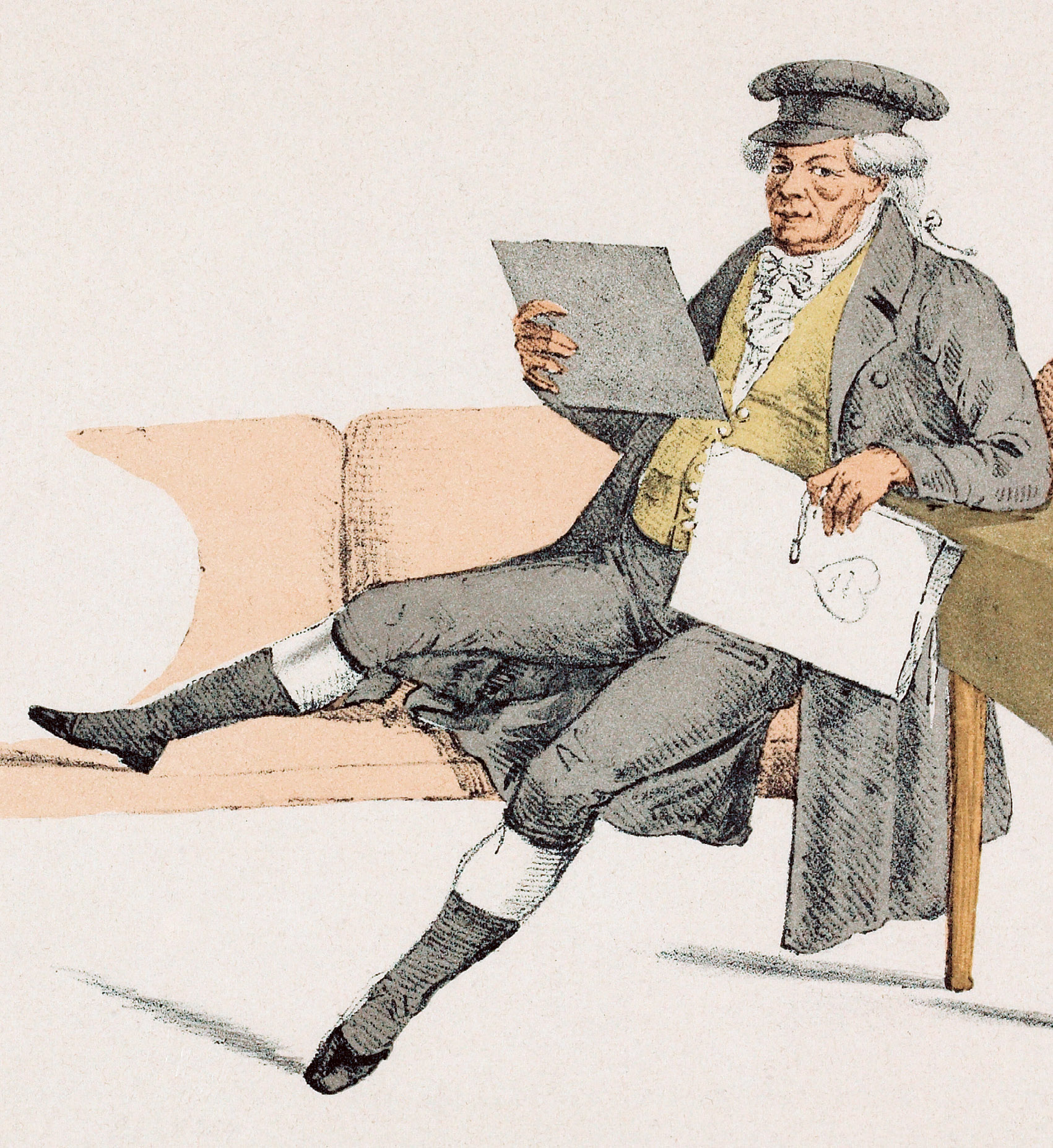
Sigmund von Wagner (um 1830)

Franz Sigmund von Wagner (* 12. November 1759 in Erlach BE; † 11. September 1835 in Bern) war ein Schweizer Zeichner, Kupferstecher und Kunstfreund.

## Biografie
Wagner entstammte einer Berner Patrizierfamilie und war Zeichner, Kupferstecher und Kunstförderer. Er liess sich 1799 bis 1803 in Zürich im Zeichnen, Stechen und Radieren ausbilden. Im Jahr 1804 organisierte er in Bern während der Tagsatzung die zweite schweizerische Kunst- und Industrieausstellung. Er gehörte zu den Initianten des Unspunnenfestes 1805. Ein Jahr später gab er in Bern die Anregung zur Schaffung eines Antikensaals. Künstlerisch wurde er besonders durch seine treffenden gesellschaftskritischen Karikaturen bekannt.

## Archive
- Bestände in der Burgerbibliothek Bern

## Schriften
- Lebensgeschichte [des] Herrn Johann Rudolf Tschiffeli, Stifter der ökonomischen Gesellschaft in Bern, Bern 1808. online
- Die Schlacht bei Laupen vom 21. Brachmonat 1339, Bern 1854.
- Novae Deliciae Bernae oder das goldene Zeitalter Berns, in: Neues Berner Taschenbuch auf das Jahr 1916.